# Hurlements en faveur de Sade
Hurlements en faveur de Sade és una pel·lícula d'avantguarda francesa del 1952 dirigida per Guy Debord. Sense cap imatge, la pel·lícula va ser un dels primers treballs del cinema lletrista.

## Descripció
La pista d'imatge de Hurlements en faveur de Sade no conté imatges reals, només marcs sòlids blancs o negres. Segueix la banda sonora de manera que quan hi ha parla la pantalla és blanca, i quan hi ha silenci la pantalla és negra.

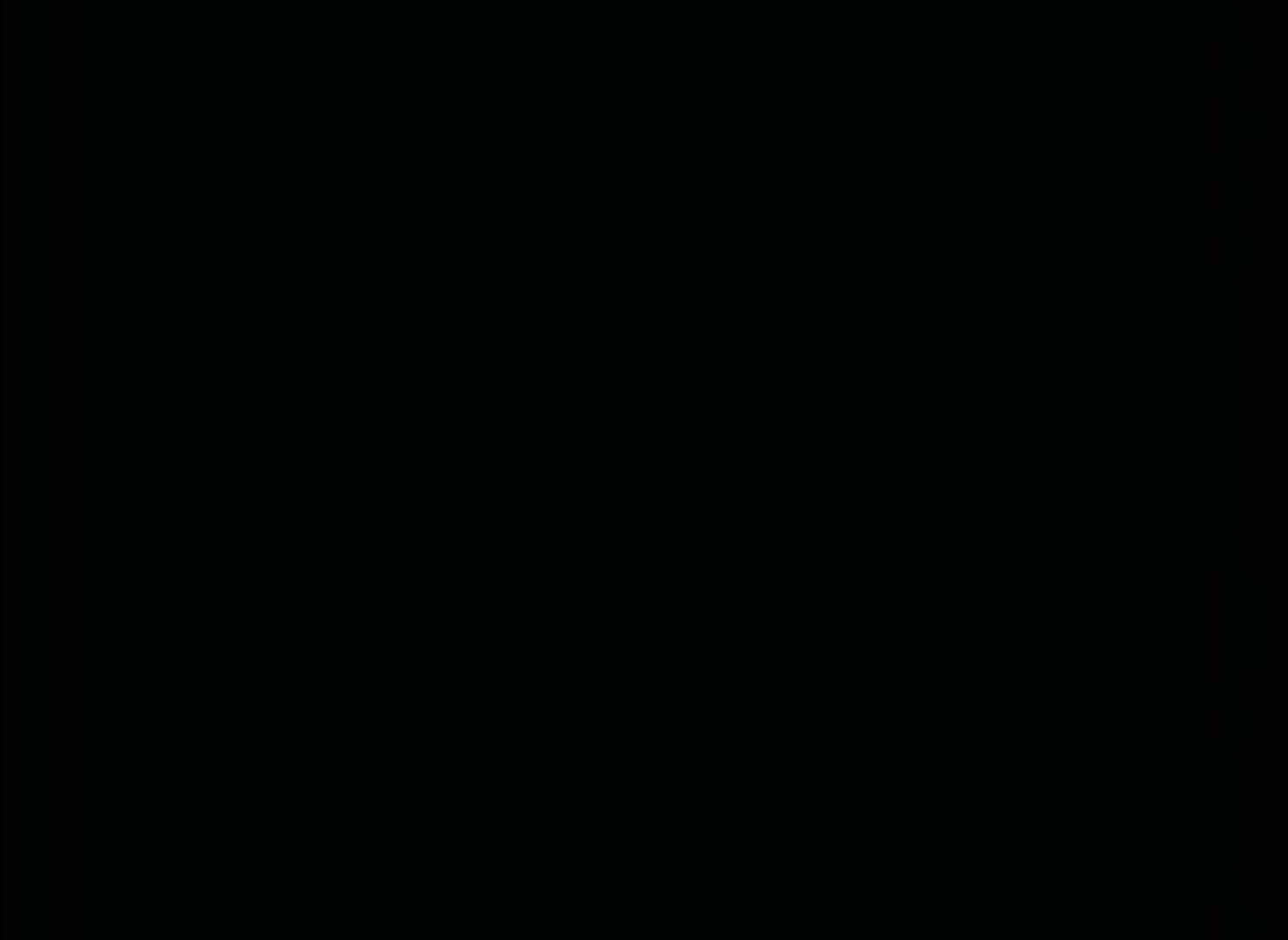
Els espectadors de l'estrena no van poder veure la seqüència final de 24 minuts, que consistia en una mera pantalla negra sense cap banda sonora.

La banda sonora utilitza el text détourned del llibre Esthétique du cinéma d’Isidore Isou, la pel·lícula de John Ford  Rio Grande, treballs de James Joyce, i el Codi civil francès. El temps entre discursos es fa cada cop més llarg al llarg de la pel·lícula i s'acaba amb una seqüència de silenci i foscor de 24 minuts.

## Producció
Debord va escriure el guió original de Hurlements en faveur de Sade durant l'hivern de 1951–1952. Les seves notes descriuen una combinació d'escenes originals i metratge apropiat. Debord planejava utilitzar metratges de notícies, imatges d'ell mateix i d'altres lletristes, pel·lícules pintades i seqüències de negre sòlid. Per a la banda sonora de la pel·lícula, les seves notes incloïen poesia lletrista, texts de Guillaume Apollinaire i música d'Antonio Vivaldi. L'abril de 1952 Debord va publicar el seu escenari original a la revista Ion juntament amb un prefaci titulat "Prolégomènes à tout cinéma futur".
Debord va abandonar la major part del seu pla original per a la pel·lícula i, en canvi, no va utilitzar cap imatge. Va utilitzar discursos pronunciats per ell mateix, Gil J. Wolman, Isidore Isou, Serge Berna i Barbara Rosenthal.

## Estrena
Hurlements en faveur de Sade es va estrenar el 30 de juny de 1952 al Ciné-Club Avant-Garde 52 al Musée de l'Homme. El públic es va tornar indisciplinat, i la projecció es va aturar al cap de vint minuts.
La pel·lícula es va estrenar al Regne Unit el 1957 a l'Institute of Contemporary Arts de Londres.